# Geografia Słowacji

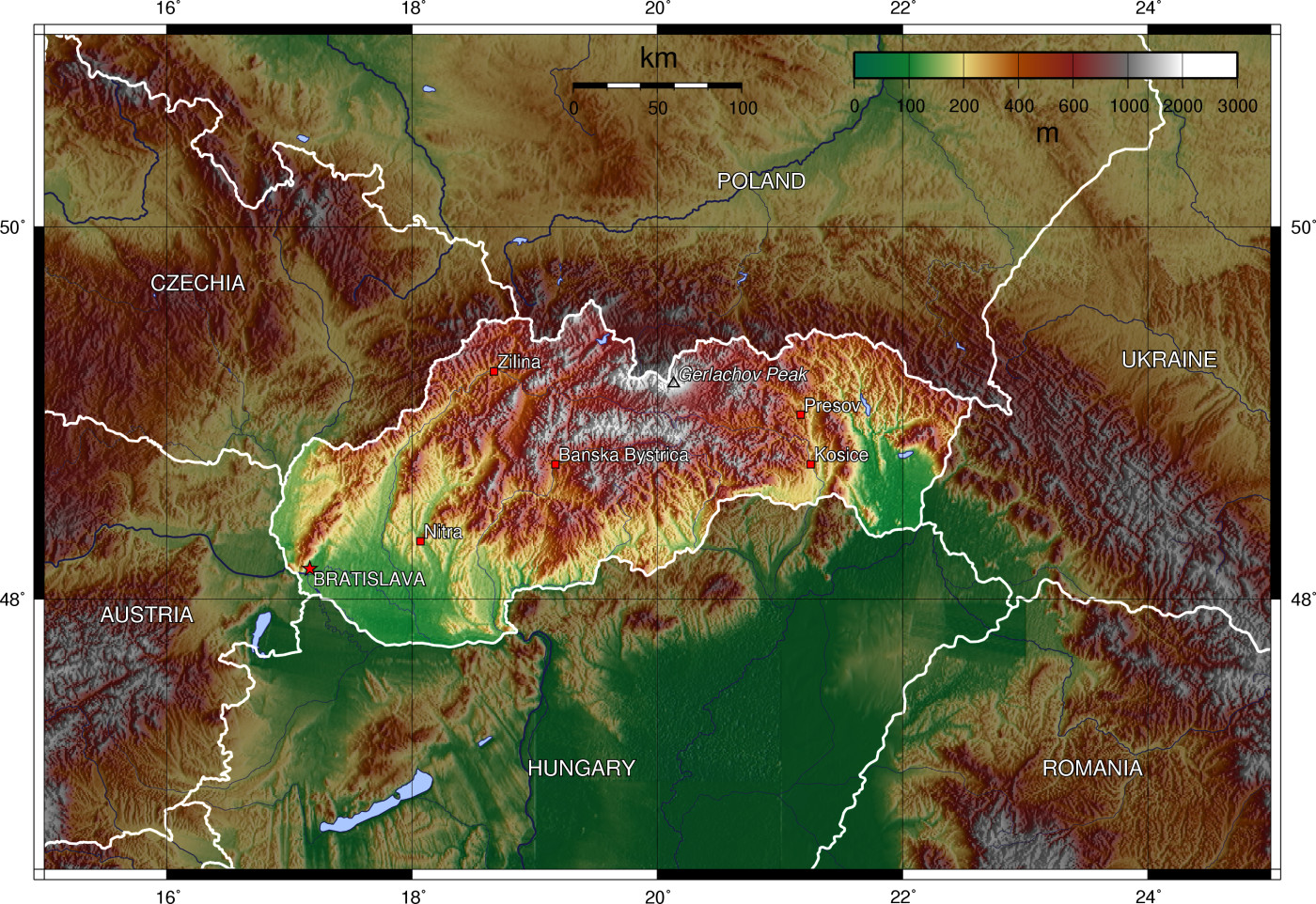
Mapa topograficzna Słowacji

Słowacja jest niewielkim krajem leżącym w Europie Środkowej. Ten niemający dostępu do morza kraj cechuje się górzystym krajobrazem i umiarkowanym klimatem, gdzie dominuje roślinność niewiele różniąca się od tej, która jest w Polsce. Słowacja jest średnio rozwiniętym gospodarczo krajem Europy, należącym do Unii Europejskiej. Atrakcyjne górzyste krajobrazy sprawiają, że kraj ten jest chętnie odwiedzany przez turystów.

## Powierzchnia i granice
Powierzchnia – 49 036 km²
Skrajne punkty: północny 49°20′N, południowy 47°44′N, zachodni 16°53′E, wschodni 22°32′E. Rozciągłość południkowa wynosi 210 km, a równoleżnikowa 420 km.
Słowacja graniczy z następującymi państwami:
- Austria – 91 km
- Czechy – 261 km
- Polska – 541 km
- Ukraina – 90 km
- Węgry – 667 km

## Budowa geologiczna

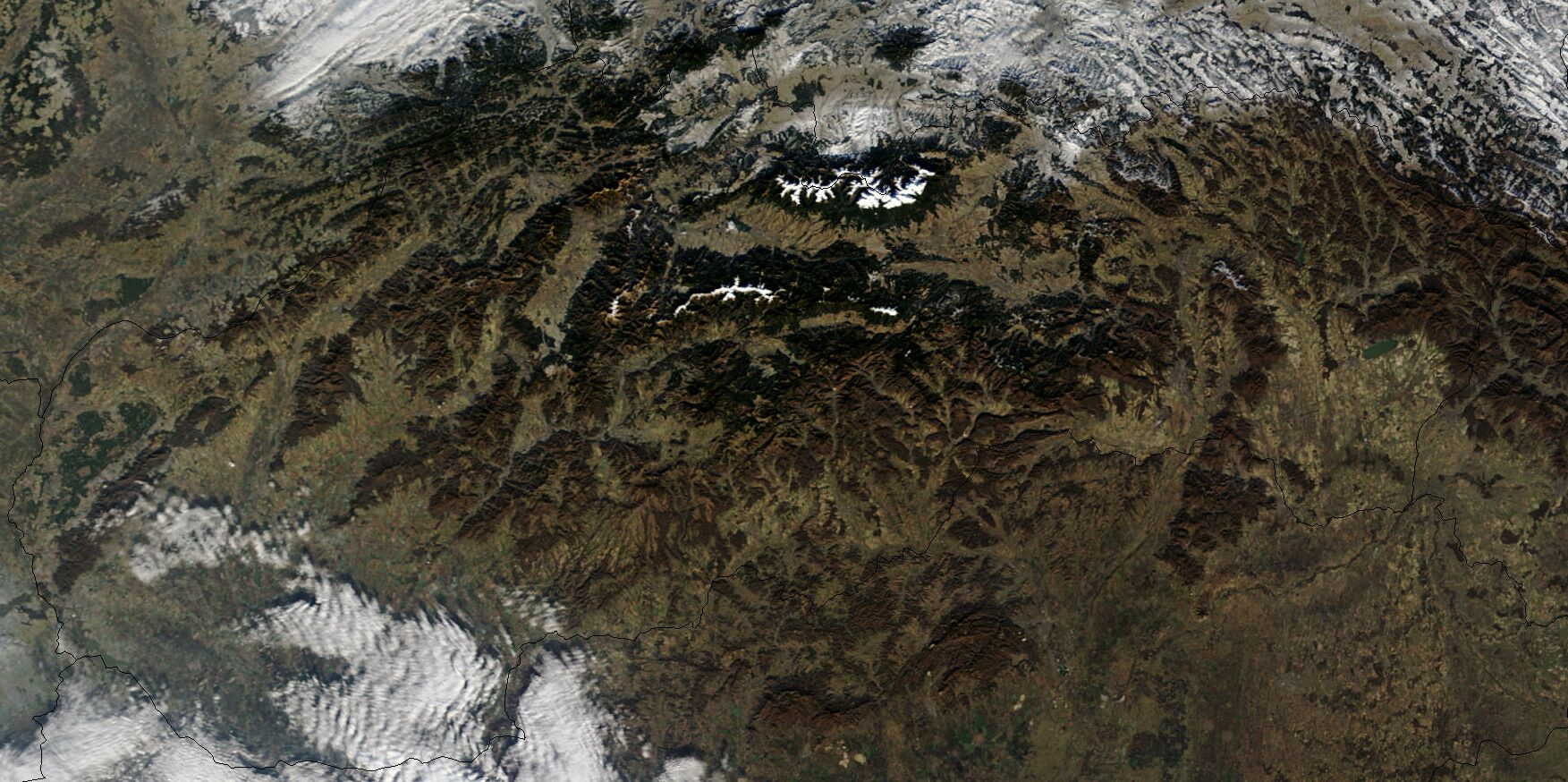
Zdjęcie satelitarne Słowacji

Geologicznie Słowacja należy do jednostki zwanej alpidami, której część stanowią pasma górskie Karpat Zachodnich i Wschodnich. W systemie górskim Słowacji dominują mezozoiczne i trzeciorzędowe wraz ze skałami wulkanicznymi młodego wieku. Najstarsze fragmenty gór Słowacji to środkowa część Karpat Zachodnich, występują tam górotwory fałdowań hercyńsko-laramińskich. Najmłodsze utwory pochodzące z czwartorzędu leżą na południu kraju. Na Słowacji wyróżnia się trzy pasma Karpat, które różnią się inną budową geologiczną. Karpaty Centralne są zbudowane z prekambryjskich skał krystalicznych w skład których wchodzą gnejsy i granity. Karpaty Fliszowe zbudowane są utworów kredy i paleogenu. Karpaty Wulkaniczne, które powstały w trzeciorzędzie zbudowane są z andezytów, bazaltów i tufów. Podobną budową cechują się Karpaty Wschodnie. W okresie orogenezy alpejskiej na obszarze tych gór powstały zapadliska, z których wytworzyły się kotliny.

## Rzeźba
Słowacja znajduje się po południowej stronie wododziałowego łuku Karpat i – w niewielkiej części – na nizinach naddunajskich. Jest krajem górskim, ponieważ 61% jej powierzchni zajmują liczne pasma Karpat Zachodnich, takie jak: Tatry, Białe Karpaty, Małe Karpaty, Niżne Tatry, Rudawy Słowackie, Wielka Fatra, Mała Fatra oraz Karpat Wschodnich, takie jak: Bieszczady i Wyhorlat. Najwyższy punkt Słowacji stanowi tatrzański szczyt górski Gerlach (2655 m n.p.m.). Góry obfitują w rozległe kotliny śródgórskie, z których największe to: Kotlina Koszycka i Kotlina Liptowska. Tereny nizinne zajmują stosunkowo niewielką część powierzchni kraju. Stanowią je trzy niziny: najmniejsza Nizina Zahorska na południowo-zachodnim skraju państwa, największa Nizina Naddunajska nad Dunajem, na południu i na południowym wschodzie Nizina Wschodniosłowacka z najniższym punktem powierzchni państwa przy przecięciu rzeki Bodrog z granicą państwa (94,7 m n.p.m.). Tereny nizinne do 300 m n.p.m. obejmują 40% powierzchni kraju.

## Klimat

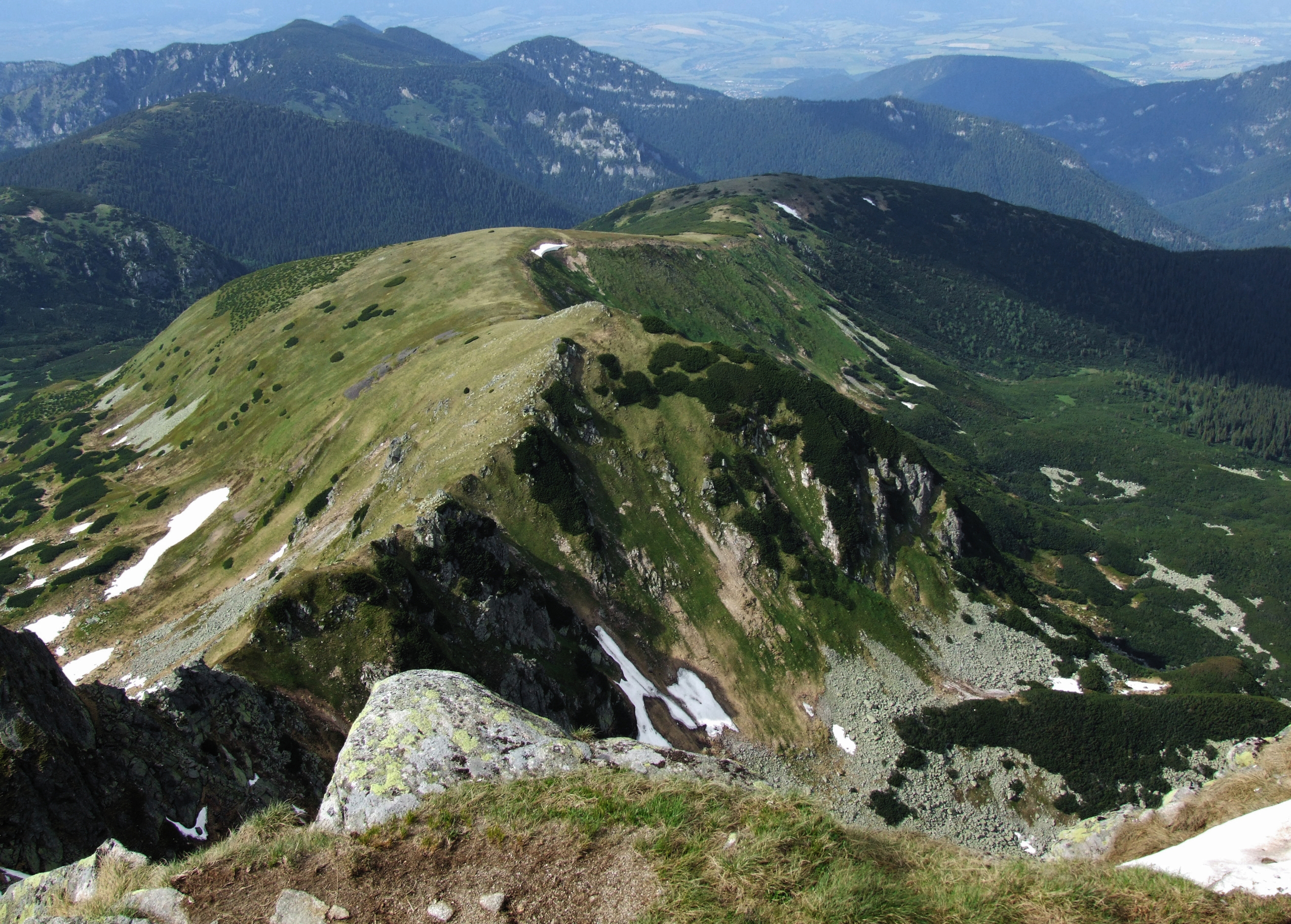
Niżne Tatry

Słowacja należy do strefy klimatu umiarkowanego. Pogórza północnej Słowacji charakteryzują się klimatem chłodnym, natomiast niziny południowej Słowacji – ciepłym. Między tymi obszarami zaznacza się klimat umiarkowanie ciepły. Przebieg roczny pogody jest zbliżony do tego jaki występuje w Polsce. Jedyna cecha różniąca słowacki klimat od polskiego to bardziej wyraźne zaznaczanie się mas powietrza kontynentalnego na wschodzie. Duży udział terenów górskich sprawia, że występuje piętrowość klimatyczna, a co za tym idzie – fakt istnienia klimatu górskiego.
Średnia roczna temperatura powietrza waha się od 6 °C do 10 °C, izotermy mają przebieg równoleżnikowy. Oznacza to, że wyższe średnie wartości temperatur są notowane na południu kraju, ze względu na to, że obszary te są nizinne (szerokość geograficzna nie ma wpływu na temperatury). Pewne różnice występują także między wschodem a zachodem, które są wyraźnie widoczne w okresie zimowym. Zimy na terenach górskich są surowe, średnia temperatura w styczniu od –3 °C na zachodzie i południu do −5 °C na wschodzie, w Tatrach −11 °C. Na południu kraju średnia dla stycznia wynosi 0 °C. Latem występują wyraźne różnice między nisko położonym południem a górzystą północą. Wysoko w górach temperatura średnia wynosi 10 °C lub mniej. Na wyżynnych i śródgórskich terenach jest 16 °C, zaś na nizinach 20 °C i tam okres letni jest bardzo zbliżony do tego jaki jest w Polsce.
Ze względu na obecność gór, opady są wysokie. Generalnie na terenach górskich średnio w ciągu roku spada 900 mm opadów. Na obszarach gór wysokich opad wynosi ponad 1000 mm rocznie, a nawet sięga 2000 mm. Najniższe opady występują na południu i na wschodzie. Średnie wartości wynoszą od 500 do 750 mm. Lokalnie na południowym wschodzie wartości opadowe mogą wynosić poniżej 500 mm. Na nizinach zdarzają się susze, dlatego też stosuje się sztuczne nawadnianie. Największe opady występują latem. Opady śniegu występujące zimą mają miejsce na całym obszarze Słowacji, śnieg w górach utrzymuje się do średnio do maja.

## Wody

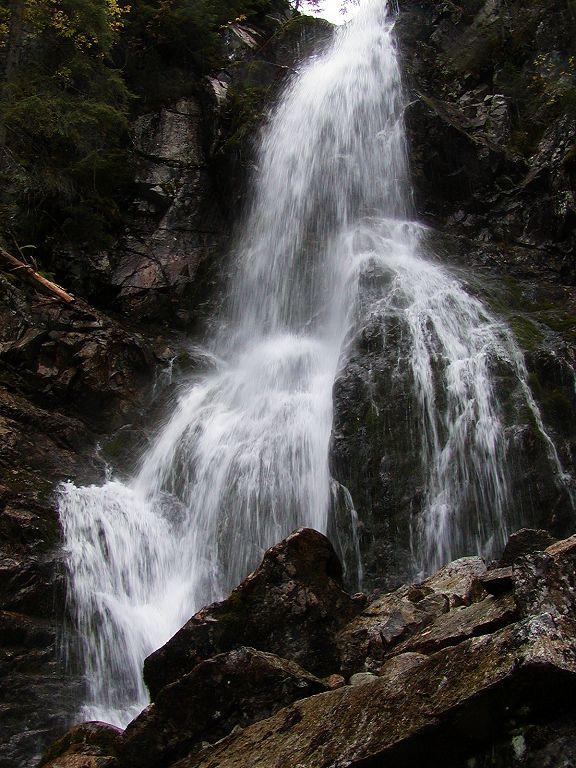
Wodospad Rohacsky

Słowacja ma gęstą sieć rzeczną, której 96% należy do zlewni Dunaju (zlewisko Morza Czarnego), a pozostałe 4% – do zlewni Wisły (zlewisko Morza Bałtyckiego). Największe rzeki Słowacji (według przepływu) to: Dunaj, Wag (Váh), Hron, Morawa (Morava), Bodrog, Latorica, Laborec, a najdłuższe – Wag (Váh; 403 km), Hron (284 km), Ipola (Ipeľ; 232 km), Nitra (197 km), Hornad (193 km), Dunaj (172 km). Rzeki ze względu na wysokie opady w górach są zasobne w wodę, latem, często w wyniku silnych opadów w górach, na Słowacji (obszary nisko położone) często występują powodzie i podtopienia. Cieki wodne zasilane są wyłącznie opadami deszczu w górach i wiosennymi roztopami. W słowackich Karpatach nie występują lodowce. W strefie gór występują liczne wodospady.
Największym i zarazem najgłębszym jeziorem jest Wielki Hińczowy Staw (Veľké Hincovo pleso). Na rzekach istnieją liczne zbiorniki retencyjne, m.in.: Liptovská Mara na Wagu, Jezioro Orawskie na Orawie, kompleks hydroenergetyczny Gabčíkovo (Słowacja) – Nagymaros (Węgry) na Dunaju. Naturalne jeziora Słowacji są w znacznej części jeziorami pochodzenia glacjalnego, które uformowały się w wyniku cofania się lądolodu i związanego z tym ocieplania się klimatu. Wśród jezior osuwiskowych najbardziej znane jest jezioro Morské oko w górach Wyhorlat na wschodzie kraju.

## Gleby
Gleby Słowacji można podzielić na dwie strefy, pierwszą są urodzajne gleby na południu kraju, na nizinach i w dolinach rzek i słabo wykształcone i mało urodzajne pokrywy glebowe na północy, na terenach górskich. Te ostatnie zajmują większą część kraju. Obszary wyżynne, śródgórskie i przedgórskie pokrywają gleby bielicowe, zaś tereny gór gleby szkieletowe, nieprzydatne rolniczo. Obszar nizin, na Małej Nizinie Naddunajskiej wytworzyły się czarnoziemy, obszary pagórkowate na południu kraju są pokryte rędzinami i glebami brunatnymi, zaś doliny rzek, pokrywają mady i aluwia.

## Flora
Słowacja leży w strefie roślinnej lasów mieszanych, podobnie jak Czechy czy Polska. Można ją podzielić na dwie florystyczne prowincje: środkowoeuropejską i pontyjsko-panońską na południu kraju. Pierwsza strefa obejmuje północną i środkową część kraju. Są lasy iglaste i mieszane, które zajmują łącznie 40% powierzchni kraju. Lasy iglaste występują w górach, gdzie w systemie piętrowości roślinnej, rosną świerki, modrzewie, limby i jodły. Tereny niżej położone są zdominowane przez lasy mieszane. W lasach tych rosną buki, dęby, jarzębiny z udziałem świerka i jodły. Największe skupiska lasów mieszanych występują w środkowej Słowacji. Na południu, na Nizinie Naddunajskiej i na Nizinie Wschodniosłowackiej pierwotnie dominował step i lasostep, ale tereny te już dawno zostały zajęte pod intensywne rolnictwo. W górach ponad strefą lasów rośnie kosodrzewina, wyżej łąki alpejskie. Granica lasów kończy się na wysokości około 1500 m n.p.m.

## Fauna
Świat zwierząt Słowacji jest typowy dla środkowoeuropejskich obszarów z dominacją lasów mieszanych. W lasach tych żyją dziki i jelenie, zaś z mniejszych ssaków borsuki, lisy, kuny, wiewiórki i wiele innych. Charakterystyczne jest dość liczne występowanie dużych drapieżników: niedźwiedzia, wilka i rysia, a we wschodniej części kraju również żbika. Obrzeża lasów i strefę przyległych pół zamieszkują sarny i zające. Dla najwyższych gór charakterystycznymi gatunkami są kozica i świstak. Z wodami związane są bóbr i wydra. Spośród ptactwa powszechnymi gatunkami są jastrzębiowate, sroka, bażant i wrona.
W celu ochrony naturalnego krajobrazu, pierwotnej szaty roślinnej i rzadkich gatunków. zwierząt utworzono 7 parków narodowych m.in.: Tatranský, Pieninský, Nízke Tatry, Malá Fatra, Slovenský raj oraz liczne rezerwaty i obszary chronionego krajobrazu. Tereny chronione zajmują ogółem 12,3 tys. km